# 大日寺 (倉吉市)
大日寺（だいにちじ）は、鳥取県倉吉市にある天台宗の寺院。山号は胎金山(現在は桜山)。本尊は阿弥陀如来。中国四十九薬師第42番札所。
2020(令和２)年３月より、それまでの本堂の老朽化のため新築工事が始まった。2020(令和２)年12月に建屋が完成。
現在は国指定重要文化財木造阿弥陀如来座像と県指定重要文化財木造薬師如来立像の修復中である。

## 由緒
胎金山大日寺は、平安時代の承和8年（841年）第3代天台座主で、慈覚大師円仁（じかくだいしえんにん）によって開創されたとも、永延2年（988年）恵信僧都源信（えしんそうずげんしん）によって創建(或いは再興)されたとも言われる古刹で、古くは高野を模した上院(大日堂・釈迦堂・薬師堂)、中院(文殊堂・観音堂・普賢堂)、安養院(弥陀堂・経蔵)の三寺を構え、300を超える坊を有し、多くの僧兵を抱える大伽藍であったと伝えられている。
経瓦、五輪塔、本尊阿弥陀如来座像、梵鐘など紀年銘の残された遺物が数多く残されており、平安時代末期から鎌倉時代にかけては広大な寺域を有し、大いに栄えたと推定されているが、戦国時代に兵火にかかり荒廃したと伝えられている。
その後、1577年(天正５年）伯耆羽衣石城々主南條伯耆守元続（なんじょう ほうきのかみ もとつぐ）によって復興されたが、江戸時代の初期には一宇の小寺であったとみられ、旧本堂は江戸時代中期から後期にかけて建てられたものと伝えられている。

## 出土品・遺物

### 経瓦
大日寺出土の経瓦は過去の発掘調査で、旧本坊とされる円地坊の極楽の峰へ上がる小道脇の経塚から400枚以上も発掘されており、伯耆の僧成縁が造営したものとされ、制作と埋納はかなり大規模なものであったであろうと考えられているが、平安時代・1071年(延久3年)の紀年銘があり、紀年銘があるものとしては日本最古の経瓦で、東京国立博物館や奈良国立博物館にも収蔵されている。

### 五輪塔
京都、北村美術館(京都市上京区河原町今出川南一筋目東入る)に隣接する庭園、四君子苑(しくんしえん)の東側、渡り廊下の右側に置かれている五輪塔は、地輪「アク」の面に、「文永二年(1265年)乙丑(きのとうし)八月十三日、□沙弥(しゃみ)西仏他界」と刻まれており、一ノ瀬の大日寺五輪塔群にあったもので、「大日寺式」と呼ばれる独特の形をした五輪塔である。
過去の調査では円地坊、壱ノ瀬、山ヶ市の三箇所の五輪塔群から、鎌倉時代から室町時代に懸けて造営された150基以上の大日寺式と呼ばれる五輪塔が確認されている。

### 梵鐘
島根県出雲市にある鰐淵寺(がくえんじ出雲市別所町148)にある銅鐘には「伯耆州桜山大日寺上院之鐘壽永(じゅえい)二年(1183年)五月十九日」の銘があるが、武蔵坊弁慶が大山寺から一夜にして運んだとの伝承が残されており、もともと大日寺にあったものと考えられている。

## 文化財
- 重要文化財（国指定）
  - 木造阿弥陀如来坐像 - 嘉禄2年（1226年）の作
- 県指定保護文化財
  - 木造薬師如来立像
- 県指定天然記念物
  - 大イチョウ

## 所在地
- 鳥取県倉吉市桜354